# Allium materculae
Allium materculae Bordz. – gatunek byliny należący do rodziny czosnkowatych (Allioideae Herbert). Występuje naturalnie na obszarze od wschodniej Turcji aż po północną część Iranu.